# Тосу (стадион)
«Тосу Стэдиум» (яп. 鳥栖スタジアム) — стадион, расположенный в городе Тосу, префектура Сага, Япония. Является домашней ареной клуба Джей-лиги «Саган Тосу».

## История
«Тосу Стэдиум» был открыт в 1996 году. Первая игра на нём состоялась 16 июня 1996 года, в которой за игрой Тосу Фьюча—ФК Хонда наблюдало 20 686 человек. Матч прошёл в рамках чемпионата Японской футбольной лиги, третьем по уровню дивизионе Японии.

## Транспорт
- JR Kyushu: 3 минуты пешком от станции Тосу.